# Universitatea din La Laguna

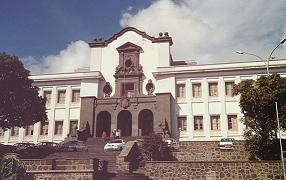
Facultatea de Educație, Universitatea din La Laguna

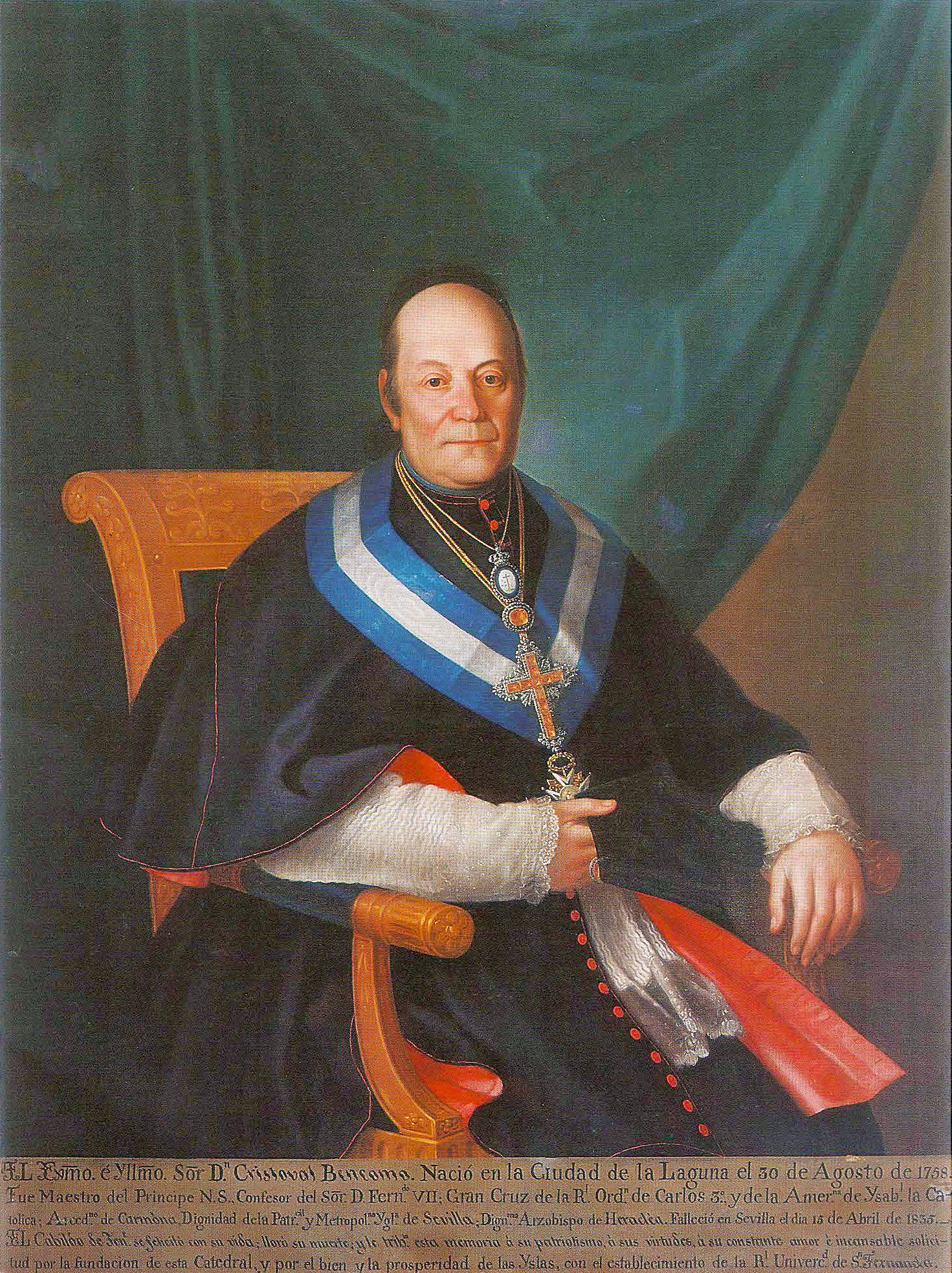
Don Cristóbal Bencomo y Rodríguez, duhovnic al regelui Ferdinand al VII-lea al Spaniei și arhiepiscop titular de Heracleea. El a fost principalul promotor al înființării Universității Literare din San Fernando (precursoare a Universității din La Laguna) și Diecezei de San Cristobal de La Laguna.

Universitatea din La Laguna (în spaniolă Universidad de La Laguna), cunoscută, de asemenea, ca ULL, este o universitate spaniolă situată în orașul San Cristóbal de La Laguna de pe insula Tenerife. Ea este cea mai veche universitate din Insulele Canare. Are șase campusuri: Central, Anchieta, Guajara, Campus del Sur, Ofra și Santa Cruz de Tenerife.
În 2015 Universitatea din La Laguna a fost inclusă în clasamentul primelor 500 de universități din lume de către Institutul de Educație din Shanghai (China), fiind singura dintre cele două universități publice din insulele Canare care a intrat în clasament. În plus, clasamentul Leiden, elaborat de Centrul de Studii Științifice și Tehnologice al Universității din Leiden (Olanda), a clasat Universitatea din La Laguna ca prima universitate spaniolă în ceea ce privește colaborarea științifică. Între timp, în 2016, Universitatea din La Laguna a fost recunoscută ca fiind a doua cea mai bună universitate din Spania în domeniul științelor umaniste, potrivit unui sondaj realizat de Fundația Everis.

## Istoric

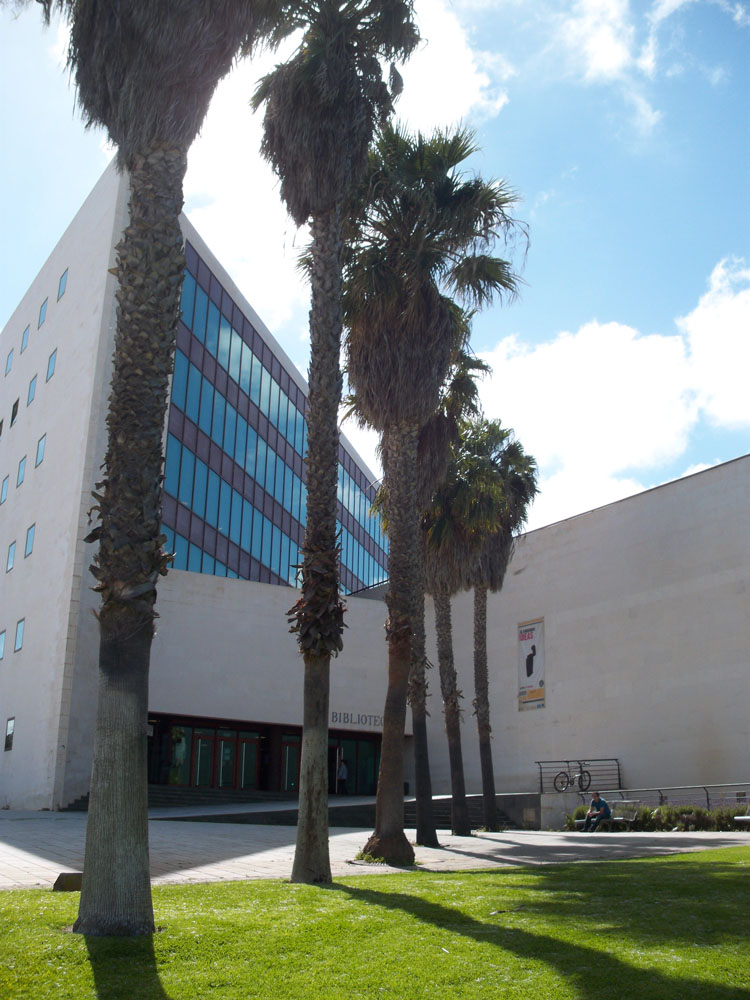
Campusul Guajara, Universitatea din La Laguna

Originea universității datează din anul 1701, când călugării augustinieni au înființat un centru de studii avansate în orașul La Laguna. O bulă papală din anul 1744 a propus transformarea acestui centru în Universitatea Ecleziastică a Sfântului Augustin.
În 1792, prin decret regal, Carol al IV-lea al Spaniei a dispus înființarea în orașul San Cristóbal de La Laguna, care îndeplinea atunci funcția de capitală a insulei Tenerife și a insulelor Canare, a primei Universidad Literaria de pe insulele Canare, dar situația politică de pe continent a împiedicat punerea în aplicare a acestei decizii. Cu toate acestea, odată cu restaurarea Casei de Bourbon prin întronizarea regelui Ferdinand al VII-lea al Spaniei, universitatea a fost înființată în La Laguna ca Universidad de San Fernando. Un rol important în înființarea universității l-a avut preotul Cristóbal Bencomo y Rodríguez, duhovnic al regelui Ferdinand al VII-lea și arhiepiscop titular de Heracleea.

## Unități
Unitățile universității sunt amplasate în orașele San Cristóbal de La Laguna și Santa Cruz de Tenerife. Mai mult decât atât, universitatea organizează alte activități educaționale cum ar fi Universitatea de studii de mediu din La Palma, Universitatea de Vară din Lanzarote, Universitatea de Vară din La Gomera, Universitatea de Vară din Adeje (Tenerife), cursuri de studii marine din El Hierro și alte cursuri universitare suplimentare în unele localități de pe insula Tenerife și de pe alte insule.

## Tradiții
Una dintre cele mai populare tradiții studențești ale Universității din La Laguna este populara Fuga de San Diego care are loc în fiecare an de 13 noiembrie. Deși a fost inaugurată de IES Canarias Cabrera Pinto a orașului, ea a dobândit numeroși adepți printre studenții Universității din La Laguna, precum și din alte centre educaționale din arhipelagul Canarelor. Această tradiție își are originea în 1919, când a sosit la institut profesorul universitar Diego Jiménez de Cisneros, care avea obiceiul să organizeze examen în ziua sa onomastică, împiedicându-i astfel pe studenți să participe la romería de St. Didacus de Alcalá. Dar studenții nu au participat la curs în acea zi, iar acest obicei a fost repetat anual.
Această tradiție constă, prin urmare, în neparticiparea studenților la cursuri în acea zi. În prezent, această tradiție s-a extins la diferite școli, universități și institute de învățământ secundar de pe insulele Canare.

## Legături externe
- La Laguna University